# Max Mosley
Max Rufus Mosley (13. dubna 1940 Londýn – 23. května 2021 Londýn) byl britský automobilový závodník, právník a prezident Mezinárodní automobilové federace FIA, neziskové organizace, která reprezentuje zájmy automobilových organizací a automobilistů na celém světě. FIA je také organizací, řídící sportovní soutěže Formule 1 a ostatní mezinárodní automobilové soutěže.